# Bukama
Bukama este un oraș în  provincia Katanga, Republica Democrată Congo. În 2012 avea o populație de 82 688 de locuitori, iar în 2004 avea 60 954.